# Original Me
Albums de Cascada
Evacuate the Dancefloor
(2009) It's Christmas Time
(2012)
Original Me est le quatrième album du groupe Cascada qui est sorti le 17 juin 2011 aux Pays-Bas et le 24 juin 2011 en Allemagne. Ce nouvel album reste dans le même style que Evacuate the Dancefloor avec un son dance urbain.

## Liste des titres

### Édition standard
- Disc 1 : Original Me

| #   | Titre                            | Durée |
| --- | -------------------------------- | ----- |
| 1.  | San Francisco                    | 3:46  |
| 2.  | Au Revoir                        | 3:08  |
| 3.  | Stalker                          | 3:31  |
| 4.  | Night Nurse                      | 3:22  |
| 5.  | Pyromania                        | 3:29  |
| 6.  | Unspoken (feat Carlprit)         | 3:26  |
| 7.  | Original Me                      | 3:46  |
| 8.  | Sinner in the Dancefloor         | 2:55  |
| 9.  | Enemy                            | 3:29  |
| 10. | Hungover                         | 3:09  |
| 11. | Independence Day (feat Carlprit) | 3:50  |

- Disc 2 : Greatest Hits

| #   | Titre                          | Durée |
| --- | ------------------------------ | ----- |
| 1.  | Everytime We Touch             | 3:18  |
| 2.  | What Hurts the Most            | 3:39  |
| 3.  | Evacuate the Dancefloor        | 3:26  |
| 4.  | Truly, Madly, Deeply           | 2:55  |
| 5.  | What Do You Want From Me?      | 2:48  |
| 6.  | Bad Boy                        | 3:12  |
| 7.  | How Do You Do                  | 3:16  |
| 8.  | A Neverending Dream            | 3:22  |
| 9.  | Fever                          | 3:20  |
| 10. | Wouldn’t It Be Good            | 3:27  |
| 11. | Dangerous                      | 2:59  |
| 12. | Because the Night              | 3:25  |
| 13. | Faded                          | 2:49  |
| 14. | Perfect Day                    | 3:42  |
| 15. | Last Christmas                 | 3:54  |
| 16. | Cascada Megamix - Bonus iTunes | 5:38  |

Megamix avec : San Francisco, Au Revoir, Night Nurse, Pyromania, Unspoken, Stalker, Original Me, Sinner on the Dancefloor, Enemy, Hungover et Independence Day.

### Édition Singapour
Double CD.
| - Disc 1 : 1. San Francisco 2. Au Revoir 3. Stalker 4. Night Nurse 5. Pyromania 6. Unspoken 7. Original Me 8. Sinner On The Dancefloor 9. Enemy 10. Hungover 11. Independence Day 12. San Francisco (Cahill Remix) 13. San Francisco (Frisco Remix) 14. San Francisco (Wideboys Remix) 15. Pyromania (Spencer and Hill Remix) 16. Pyromania (Cahill Remix) | - Disc 2 : Bonus CD 1. Miracle (U.S. Remix) 2. Bad Boy (Central 7 Remix) 3. Everytime We Touch (Original 2005 Club MIx) 4. How Do You Do (Verano Remix) 5. Truly Madly Deeply (U.K. Club Mix) 6. What Hurts The Most (Original Club Mix) 7. Because The Night (Manian's Bootleg Edit) 8. Because The Night (Manox Remix) 9. Faded (Dave Ramone Remix) 10. Evacuate The Dance Floor (Wideboys Remix) 11. Fever (Ian Carey Remix) 12. Fever (Ryan Thistlebeck Remix) 13. Dangerous (Manian Remix) |  |

## Classements des ventes
| Année | Classement                              | Meilleure position |
| ----- | --------------------------------------- | ------------------ |
| 2011  | Allemagne Top 50                        | 41                 |
| 2011  | Autriche Top 75                         | 46                 |
| 2011  | Pologne Top 100                         | 38                 |
| 2011  | Royaume-Uni Top 75                      | 24                 |
| 2011  | Royaume-Uni Album Download Chart Top 40 | 19                 |
| 2011  | Royaume-Uni Dance Albums Chart Top 40   | 2                  |
| 2011  | Suisse Top 100                          | 36                 |

## Sorties
| Pays        | Date           | Format             | Label     |
| ----------- | -------------- | ------------------ | --------- |
| Pays-Bas    | 17 juin 2011   | CD                 | Universal |
| Royaume-Uni | 20 juin 2011   | CD, Téléchargement | AATW      |
| Australie   | 21 juin 2011   | CD                 | Zooland   |
| Allemagne   | 24 juin 2011   | CD, Téléchargement | Zooland   |
| Canada      | 5 juillet 2011 | CD, Téléchargement | Universal |
| États-Unis  | 5 juillet 2011 | CD, Téléchargement | Universal |